# NGC 407
NGC 407 este o galaxie lenticulară situată în constelația Peștii. A fost descoperită în 12 septembrie 1784 de către William Herschel. De asemenea, a fost observată încă o dată în 22 august 1862 de către Heinrich Louis d'Arrest, în 25 octombrie 1867 de către Herman Schultz și în 2 octombrie 1883 de către Édouard Stephan.